# Jean Mathé
Pour les personnes ayant le même patronyme, voir Mathé.
Jean Mathé, né le 19 novembre 1896 à Murat (Cantal) et mort le 25 janvier 1973 à Quimper, était un dirigeant syndicaliste des PTT.

## Biographie
Personnalité controversée, pacifiste intégral, ce fut lui qui, en mars 1936 lors du Congrès d'unification de la CGT à Toulouse, exprimait la pensée de ses amis que l'on résume ainsi : « Plutôt la servitude que la guerre ». En réalité, si l’on se reporte au compte rendu du congrès (cf. p. 42), Jean Mathé déclara : « Et je vous traduirai nos sentiments profonds d’une manière qui vous fera peut-être tressaillir et nous condamner, néanmoins je n’hésite pas : plutôt que la guerre, la servitude parce que, de la servitude, on en sort ; de la guerre, on n’en revient pas. »
- décembre 1927, élu secrétaire général du Syndicat national des agents des PTT. Ce Syndicat, constituait avec le syndicat national des employés des PTT et le syndicat national des ouvriers des PTT, la fédération nationale des travailleurs des PTT.
- Mai 1928, le 10e congrès du syndicat national des agents des PTT le réélit dans ses fonctions. Le syndicat compterait alors plus de 24 400 adhérents.
- décembre 1935, nouvelle réélection à la tête du Syndicat des agents.
- 1943, Jean Mathé participe avec Aimé Cougnenc, à la reconstitution d'une fédération postale, concurrente de la fédération refondée par les postiers « unitaires ».
- 1944, arrestation par les Milices patriotiques.